# Würzburgi csata
A würzburgi csata 1796. szeptember 3-án zajlott le a Jean-Baptiste Jourdan vezette francia köztársasági és a Károly főherceg, Teschen hercege által vezetett osztrák birodalmi erők között. A csatában az osztrákok győztek.
A francia hadsereg megindult, hogy a Sztáray Antal parancsnoksága alatt álló, elszigetelt osztrák hadsereget megsemmisítse. Jourdan terve az volt, hogy Sztárayt a Bernadotte és Championnet támadja meg, Bonnard és Grenier tábornokok alakulatai tartalékban maradnak. A kora reggeli köd azonban lehetővé tette, hogy Károly főherceg Hotze tábornok hadosztályát erősítésül küldhesse Sztáraynak, így szertefoszlott Jourdan tervének alapja, a jelentős saját túlerő.
Annál is inkább, mivel Elsnitz tábornok hadosztálya a csatatér északi részén lekötötte Lefebvre tábornok francia csapatainak legnagyobb részét, amely végül nem is vett részt a csatában. Emellett az osztrák hadmérnökök pontonhidat építettek a Majna folyó felett, hogy a többi osztrák seregtest is átkelhessen a folyón. A franciák így eredménytelenül támadták az osztrák állásokat, amíg az osztrák erők Kray Pál és Wartensleben vezetésével meg nem érkeztek, és ki nem szorították a franciákat a csatatérről.

## Fordítás
- Ez a szócikk részben vagy egészben  a   Battle of Würzburg című angol Wikipédia-szócikk fordításán alapul.  Az eredeti cikk szerkesztőit annak laptörténete sorolja fel. Ez a jelzés csupán a megfogalmazás eredetét és a szerzői jogokat jelzi, nem szolgál a cikkben szereplő információk forrásmegjelöléseként.